# Salomone Fiorentino

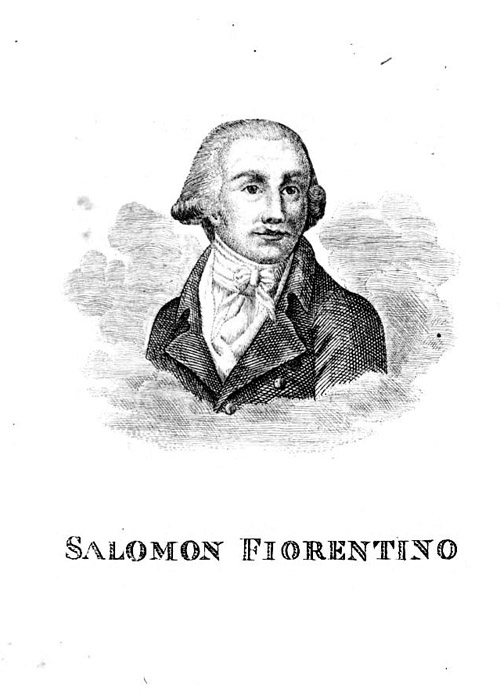
Salomone Fiorentino

Salomone Fiorentino (Monte San Savino, 4 marzo 1743 – Firenze, 4 febbraio 1815) è stato un poeta italiano.

## Biografia
Fu il primo poeta di religione ebraica di un certo rilievo nella letteratura italiana. Fu autore di poemetti encomiastici e didascalici, oltre che di elegie e sonetti. Scrisse anche liriche in vernacolo. Tra le opere meglio riuscite il racconto in versi de Il suicidio di Neera, alcuni sonetti alla maniera di Carlo Innocenzo Frugoni e alcune Elegie funebri, che vennero raccolte e pubblicate in due volumi di Poesie nel 1815. Scambiò versi con la poetessa Corilla Olimpica.
Visse a Firenze in via delle Oche (a pochi passi dal Duomo), dove esisteva una piccola comunità ebraica ospitata nelle case dei Benivieni. Una targa ricorda la casa in cui morì.

## Bibliografia

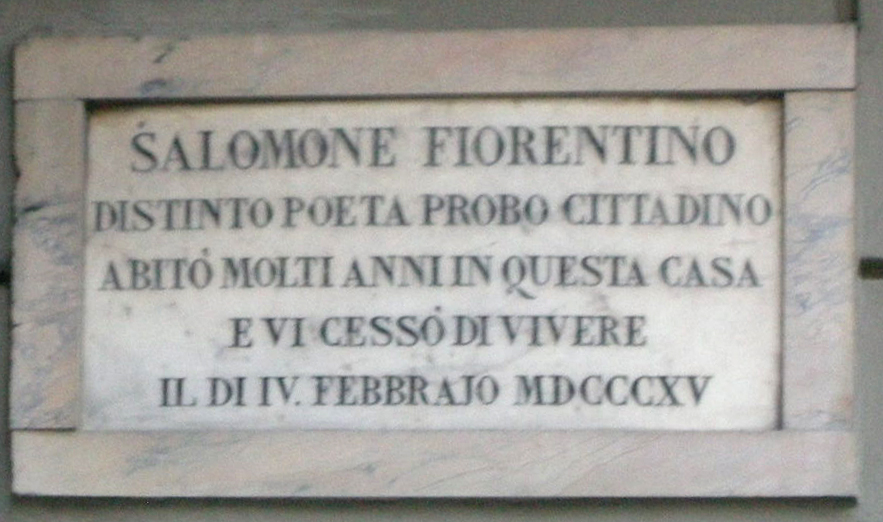
La lapide a Salomone Fiorentino, via delle Oche, Firenze